# Marija Krasilnikowa
Marija Krasilnikowa (ros. Мария Красильникова; 8 października 1990 w Pskowie) – rosyjska wioślarka.

## Osiągnięcia
- Mistrzostwa Świata Juniorów – Linz 2008 – czwórka podwójna – 10. miejsce[1].
- Mistrzostwa Świata U-23 – Račice 2009 – dwójka podwójna – 8. miejsce[1].
- Mistrzostwa Świata U-23 – Brześć 2010 – czwórka podwójna – 2. miejsce[1].
- Mistrzostwa Europy – Montemor-o-Velho 2010 – czwórka podwójna – 6. miejsce[1].